# 106 г. пр.н.е.
106 (сто и шеста) година преди новата ера (пр.н.е.) е година от доюлианския (Помпилийски) римски календар.

## Събития

### В Римската република
- Консули са Квинт Сервилий Цепион и Гай Атилий Серан.
- Кимврийска война:
  - Консулът Цепион е изпратен срещу тевтоните и кимврите в Галия. Той събира войска от 8 легиона и превзема Толоза и голямо келтско златно сълровище (т. нат. злато от Толоза), за което по-късно е обвинен че е присвоил.[1]
- Югуртска война:
  - Гай Марий прекосява цяла Нумидия, за да стигне до границата с Мавритания, в близост до която превзема една от цитаделите на Югурта и съкровището пазено там. При оттеглянето си за презимуване е нападнат от войската на Бокх I и Югурта, но успешно отблъсква първата им атака. Скоро след това Марий разбива силите им окончателно в битка при Цирта, след което Бокх изпраща тайно пратеници да преговарят с Марий.[1]
- Триумф на Квинт Цецилий Метел Нумидийски за принос във войната с Югурта.[2]
- Триумф на Марк Минуций Руф за победата си над скордиските.[2]

### В Азия
- Митридат II сключва споразумение с представители на китайския император, което води до отварянето на Пътя на коприната.[3]

## Родени
- 3 януари – Марк Тулий Цицерон, римски държавник, оратор, адвокат, писател и философ (умрял 43 г. пр.н.е.)
- 29 септември – Помпей Велики, римски държавник и военачалник (умрял 48 г. пр.н.е.)
- Сервий Сулпиций Руф, римски политик, оратор и юрист (умрял 43 г. пр.н.е.)
- Гай Антоний Хибрида, римски политик (умрял 42 г. пр.н.е.)